# 舒泽洛
舒泽洛（法語：Chouzelot）是法国杜省的一个市镇，属于贝桑松区（Besançon）坎热县（Quingey）。该市镇总面积6.41平方公里，2009年时的人口为296人。

## 人口
舒泽洛人口变化图示